# Márcio Roberto Costa Martins
Márcio Roberto Costa Martins (* 13. März 1959) ist ein brasilianischer Herpetologe, Ökologe und Naturschützer.

## Leben
Martins begann 1980 ein Studium an der Universidade Estadual de Campinas, bei dem er 1984 den Bachelor in Biologie und 1990 den Master of Science in Ökologie erlangte. Von 1986 bis 1987 war er Forscher am Instituto Nacional de Pesquisas da Amazônia (INPA). Von 1991 bis 1994 sowie von 1994 bis 1995 war er Gastprofessor an der Universidade Federal do Amazonas (UFAM). 1994 wurde er mit der Dissertation História natural e ecologia de uma taxocenose de serpentes de mata na região de Manaus unter der Leitung von Ivan Sazima zum Ph.D. promoviert. Während seiner Postdoc-Phase war er von 1995 bis 1996 Stipendiat an der Universidade Estadual Paulista in Rio Claro. Seit 2006 ist er Professor am Fachbereich Ökologie des Instituts für Biowissenschaften an er Universidade Estadual Paulista. Im Jahr 2013 forschte er an der University of Florida in Gainesville.
Die Forschungsschwerpunkte von Martins umfassen das Studium der Vorgänge, die zu räumlichen und temporären Diversitätsmustern bei Amphibien und Reptilien sowie die Faktoren, die zur Gefährdung dieser Tiere führen. Er hat über 100 wissenschaftliche Arbeiten zur Biologie und Erhaltung von Amphibien und Reptilien veröffentlicht. 2019 war er Co-Autor des Buches Islands and Snakes: Isolation and Adaptive Evolution und 2021 des Feldführers Guia da Herpetofauna da Estação Ecológica de Santa Bárbara.
Martins wirkte aktiv an der Erstellung der brasilianischen Roten Listen (veröffentlicht 2003 und 2014) mit, einschließlich der Koordinierung der Bewertung brasilianischer Reptilien (für die Liste 2003) und Schlangen (für die Liste 2014), der Durchführung von Workshops zur Bewertung von Amphibien und Echsen (als Koordinator der Roten Liste gefährdeter Arten der IUCN) sowie der Bewertungen anderer Tiergruppen (beide für die Liste 2014).
Von 2011 bis 2019 war er Präsident der Sociedade Brasileira de Herpetologia (BSH). Er ist leitender Redakteur der Revista Latinoamericana de Herpetologia (South American Journal of Herpetology).

## Erstbeschreibungen von Martins
- Anomaloglossus stepheni (Martins, 1989)
- Bothrops alcatraz Marques, Martins & Sazima, 2002
- Bothrops otavioi Barbo, Grazziotin, Sazima, Martins & Sawaya, 2012
- Dendropsophus timbeba (Martins & Cardoso, 1987)
- Dendropsophus xapuriensis (Martins & Cardoso, 1987)
- Osteocephalus subtilis Martins & Cardoso, 1987
- Scinax peixotoi Brasileiro, Haddad, Sawaya & Martins, 2007
- Stenocercus canastra Avila-Pires, Nogueira & Martins, 2019